# Anopheles formosus
Anopheles formosus este o specie de țânțari din genul Anopheles, descrisă de Frank Ludlow în anul 1909.
Este endemică în Filipine. Conform Catalogue of Life specia Anopheles formosus nu are subspecii cunoscute.